# Вента (футбольный клуб, Вентспилс)
Футбо́льный клуб «Ве́нта» (латыш. Futbola klubs „Venta”) — латвийский футбольный клуб из города Вентспилс, основанный в 1964 году. Клуб был назван в честь реки Вента. В 1967 году «Вента» стала обладателем Кубка Латвии, а в 1969 году победила в Чемпионате Латвийской ССР.

## История
Клуб был основан в 1964 году под названием «Нефтяная база» (Naftas bāze) и в дебютном сезоне финишировал на 6-м месте из 14 в Латвийской лиге. В 1965 году название изменилось на «Оста». В том же году команда выиграла серебряные медали.
В 1967 году победила в Кубке Латвии, в финале одолев «Электрон» (Рига) со счетом 2:0. В 1968 году клуб получил название «Вента», дважды подряд доходил до финала Кубка, но проигрывал.
В 1969 году команда впервые одержала победу в чемпионате Латвийской ССР под руководством Владимирса Чикиновса, бывшего футболиста «Даугавы». Половину команды составляли местные футболисты, остальные представляли разные регионы, в основном — Белоруссию.
Когда чемпионат Латвийской ССР был официально объявлен любительским соревнованием, игроки «Венты» были вынуждены 3 месяца работать в порту. В 1970 году клуб стал вторым в чемпионате, но со временем результаты ухудшались, и после 1982 года команда потеряла почти всю финансовую поддержку. «Вента» не закончила сезон 1983 года и была исключена из чемпионата после 19 проигранных матчей.
До 1988 года команда выступала в низших латвийских лигах под разными названиями, пока не вернулась в высший дивизион, будучи «Звездой». В составе был будущий защитник сборной Латвии Михаил Землинский. Тем не менее, результаты команды были слабыми, и в 1989 году она вылетела из чемпионата.
После распада Советского Союза клуб пребывал в забвении и лишь в 1994 году появился в Первой Латвийской лиге. После сезона команда распалась на 2 — «Венту» и «Нафту», стартовавшую во Второй лиге.
В 1996 году «Вента» финишировала в Первой лиге ниже, чем «Нафта». После сезона 1996 года клубы слились в «Вентспилс» и, благодаря отказу «Вецриги», попали в Высшую лигу.
Позже «Вентспилс» появился в качестве нового футбольного клуба под названием «Вента». В 2004 году он финишировал 5-м в Первой лиге и победил «Диттон» в стыковых матчах, попав в Высшую лигу.
Перед началом сезона 2005 года клуб переехал в Кулдигу. С этого момента начался лучший период в его истории — команда стала одной из лучших в стране, приобрела нескольких известных футболистов, включая Олега Лужного из лондонского «Арсенала», Валентина Лобанова и Александра Хацкевича из киевского «Динамо».
Тем не менее, вскоре финансирование клуба прекратилось, игроки покинули команду, а футболистов едва хватало на основной состав, и в конце сезона «Вента» была объявлена банкротом.